# الفندق الإسكتلندي
الفندق الاسكتلندي (بالعبريّة: המלון הסקוטי) هو فندق في مدينة طبريا في إسرائيل، وتديره الكنيسة الإسكتلندية المشيخية. كان الفندق سابقًا مستشفى الإرسالية الإسكتلندية، والمعروف أيضًا باسم المجمع الإسكتلندي. وتم تأسيس المستشفى في الأصل عام 1894 من قبل الطبيب الاسكتلندي والقس ديفيد وات تورانس، والذي وصل لأول مرة إلى طبرية في عام 1884، كرئيس لبعثة كنيسة اسكتلندا، ولخدمة السكان الذين يتزايدون بسرعة. وخدم المستشفى المرضى من جميع الأجناس والأديان. في عام 1894، انتقل المشفى إلى المبنى الحالي الأكبر في بيت أبو شميل أبو حنة. في عام 1923 تم تعيين ابنه، الدكتور هربرت وات تورانس، رئيساً للمستشفى. بعد تأسيس دولة إسرائيل، أصبح المستشفى الولادة تحت إشراف وزارة الصحة الإسرائيلية. وبعد إغلاقه في عام 1959، أصبح المبنى بيت ضيافة، يُعرف باسم المضافة الإسكتلندية. في عام 1999، تم تجديده واعادة فتحه باسم الفندق الاسكتلندي، وهو تحت إشراف كنيسة أسكتلندا المشيخية. ويحوي الفندق على 69 غرفة ومطعم، ويضم الفندق مسبح وحمام تركي وحمام معدني ونادي رياضي.

## مرجع
1. ↑  "University of Dundee Archive Services | The Main Catalogue". 134.36.1.31. 26 أغسطس 1923. مؤرشف من الأصل في 2013-05-28. اطلع عليه بتاريخ 2013-10-04.
2. ↑  "The Scots Hotel - Tiberias - Galilee". Inisrael.com. مؤرشف من الأصل في 2018-03-25. اطلع عليه بتاريخ 2013-10-04.
3. ↑  Roxburgh، Angus (31 أكتوبر 2012). "BBC News - Scots Hotel: Why the Church of Scotland has a Galilee getaway". Bbc.co.uk. مؤرشف من الأصل في 2018-11-05. اطلع عليه بتاريخ 2013-10-04.